# Coupe UNCAF des nations 1993
La Coupe UNCAF des Nations 1993 sert à qualifier trois équipes d'Amérique Centrale pour la Gold Cup 1993.
Lors du tour préliminaire, le Costa Rica bat facilement le Nicaragua et se qualifie pour la phase finale. Le Honduras entraîné par l'Uruguayen Julio González Montemurro s'impose pour la première fois dans cette épreuve en remportant ses trois matchs sans concéder de but. Le Hondurien Nicolas Suazo termine meilleur buteur de la compétition avec cinq réalisations.

## Tour préliminaire
| Équipe 1  | Résultat | Équipe 2   | Aller | Retour |
| --------- | -------- | ---------- | ----- | ------ |
| Nicaragua | 0-8      | Costa Rica | 0-6   | 0-2    |

## Phase finale
Joué à Tegucigalpa au Honduras du 5 au 9 mars 1993.
| Classement final |            |     |   |   |   |   |    |    |      |
|                  | Équipe     | Pts | J | G | N | P | BP | BC | Diff |
| 1                | Honduras   | 6   | 3 | 3 | 0 | 0 | 7  | 0  | +7   |
| 2                | Costa Rica | 4   | 3 | 2 | 0 | 1 | 3  | 2  | +1   |
| 3                | Panama     | 1   | 3 | 0 | 1 | 2 | 1  | 5  | -4   |
| 4                | Salvador   | 1   | 3 | 0 | 1 | 2 | 1  | 5  | -4   |

| 5 mars | Panama     | 1 | 1 | Salvador   |
|        | Honduras   | 2 | 0 | Costa Rica |
| 7 mars | Honduras   | 2 | 0 | Panama     |
|        | Costa Rica | 1 | 0 | Salvador   |
| 9 mars | Honduras   | 3 | 0 | Salvador   |
|        | Costa Rica | 2 | 0 | Panama     |

Le Honduras, le Costa Rica et le Panama se qualifient pour la Gold Cup 1993.
| Coupe UNCAF des Nations 1993: Honduras Premier titre |